# Epsom
Epsom ist eine Vorstadt von London im Borough Epsom and Ewell in Surrey an der Grenze zu Greater London.

## Geographie
Epsom liegt ungefähr 22 km südwestlich von Charing Cross in der Mitte Londons entfernt innerhalb des M25 motorway, einer Ringautobahn um London.

## Geschichte
Die Heilquelle in Epsom blickt auf eine lange Geschichte zurück. Die Schriftstellerin Dorothy Osborne bemerkte 1653, das Wasser müsse über Nacht stehen, damit sich die Sedimente absetzen. Erst dann sei es trinkbar. Bereits im Jahr 1695 wurde Epsomsalz gewonnen. Dieses war auch unter den Namen „Sal anglicum“ oder „Sal catharticum“ bekannt. 
Im 17. Jahrhundert wurden in Epsom Downs die ersten Pferderennen ausgetragen. Für damals den aufkommenden Kurbetrieb eigneten sich die Pferderennen als Freizeitunterhaltung.  Weltbekannt wurde das hier gegründete englische Derby. Edward Smith Stanley, 12. Earl of Derby, initiierte auf dem Gebiet der Epsom Downs zwei Galopprennen. Das »Oaks« für dreijährige Stuten wird seit 1779 ausgetragen. Das »Derby« für Dreijährige wurde 1780 zum ersten Mal ausgetragen. Die Pferderennen auf der Rennbahn Epsom Downs finden seitdem jedes Jahr statt. Am 4. Juni 1913 stürzte sich die Suffragette Emily Davison während eines Galopprennens aus Protest auf die Bahn. Dort wurde sie vom Pferd des Königs Georg V. überrannt und starb vier Tage später im Epsom College Hospital.
1832 benannte François Sulpice Beudant das wasserhaltige Sulfatmineral Epsomit nach der Stadt.

## Gesundheitswesen
Das wichtigste Krankenhaus der Stadt ist das Epsom Hospital, das sowohl dem Imperial College London als auch dem St George’s der University of London als Lehrkrankenhaus dient.
Das erste Krankenhaus in Epsom wurde ab 1871 in den umfunktionierten Gebäuden der Pembroke Cottages eingerichtet und 1873 mit nur acht Betten als Epsom and Ewell Cottage Hospital eröffnet. Vier Jahre später, 1877, erfolgte ein Umzug an den Hawthorne Place. Anlässlich des goldenen Thronjubiläums von Victoria, der Königin des Vereinigten Königreiches, wurde ein neues Krankenhaus an der Alexandra Road errichtet, das 1889 von Prinzessin Maria von Teck offiziell eingeweiht wurde.
Die ersten Gebäude auf dem heutigen Klinikgelände des Epsom Hospital an der Dorking Road wurden 1890 erbaut und über fünfzig Jahre lang als gemeinnützige Einrichtung betrieben, ehe 1949 der lokale Trust des National Health Service gegründet wurde. Zu dieser Zeit verfügte das Krankenhaus über vierzig Betten. Das bis dahin weiterhin bestehende Cottage Hospital zog 1988 um und wurde von da an als West Park Hospital bezeichnet. Die alten Gebäude an der Alexandra Road wurden in eine chirurgische Praxis umgewandelt.

## Söhne und Töchter der Stadt
- Thomas Whately (1726–1772), Politiker und Publizist
- Mariana Starke (1762–1838), Schriftstellerin und Übersetzerin
- Spencer Gore (1878–1914), Maler
- James Chuter-Ede (1882–1965), Politiker (Labour Party)
- Frederick Gerard Peake (1886–1970), Offizier
- Gwyneth Rowlands (1915–2009), Künstlerin der Art brut
- Beryl Patricia Hall (1917–2010), Ornithologin
- Lawrence Stone (1919–1999), Historiker
- Petula Clark (* 1932), Schauspielerin und Schlagersängerin
- Bill Frindall (1939–2009), Cricketstatistiker und Scorer
- Andrew Mollo (* 1940), Militärhistoriker, Autor, Szenenbildner sowie Filmproduzent und -regisseur
- Tony Haynes (1941–2024), Jazzmusiker
- Jon Symon (1941–2015), Rockmusiker und Komponist, lebte seit den 1960er-Jahren in Deutschland
- Glyn Johns (* 1942), Toningenieur und Musikproduzent
- Jane Scott (* 1945), Filmproduzentin
- James Hunt (1947–1993), Automobilrennfahrer
- Jane Hutt (* 1949), walisische Politikerin
- Gillian Gilks (* 1950), Badmintonspielerin
- Martin Parr (* 1952), Fotograf
- Thomas Mayr-Harting (* 1954), österreichischer Diplomat
- Nick Fry (* 1956), Geschäftsführer bei Mercedes GP
- Jon Wozencroft (* 1958), Grafikdesigner und Labelbetreiber
- Andrew Castle (* 1963), Tennisspieler
- Alex Kingston (* 1963), Schauspielerin
- Kelvin Tatum (* 1964), Bahnsportler
- Julia Ormond (* 1965), Schauspielerin
- Simon Starling (* 1967), Künstler
- Nici Sterling (* 1968), Model und Pornodarstellerin
- Warwick Davis (* 1970), Schauspieler
- Rebecca Carrington (* 1971), Musik-Kabarettistin
- Neal Ardley (* 1972), Fußballspieler und -trainer
- Catherine McCormack (* 1972), Schauspielerin und Filmproduzentin
- Ian James (* 1974), Autorennfahrer
- Jamie Burrow (* 1977), Straßenradrennfahrer
- Kelly Reilly (* 1977), Film- und Theaterschauspielerin
- Nick Easter (* 1978), Rugby-Union-Nationalspieler
- Paul Smith (* 1979), Fußballspieler
- Tom Felton (* 1987), Schauspieler
- Andrew Koji (* 1987), Schauspieler und Kampfsportler
- Jessie Knight (* 1994), Leichtathletin
- Conor Gallagher (* 2000), englischer Fußballspieler
- Jamie Smith (* 2000), Cricketspieler
- Bobby Clark (* 2005), Fußballspieler

## Bildergalerie

Blick auf Epsom, John Constable, ca. 1808
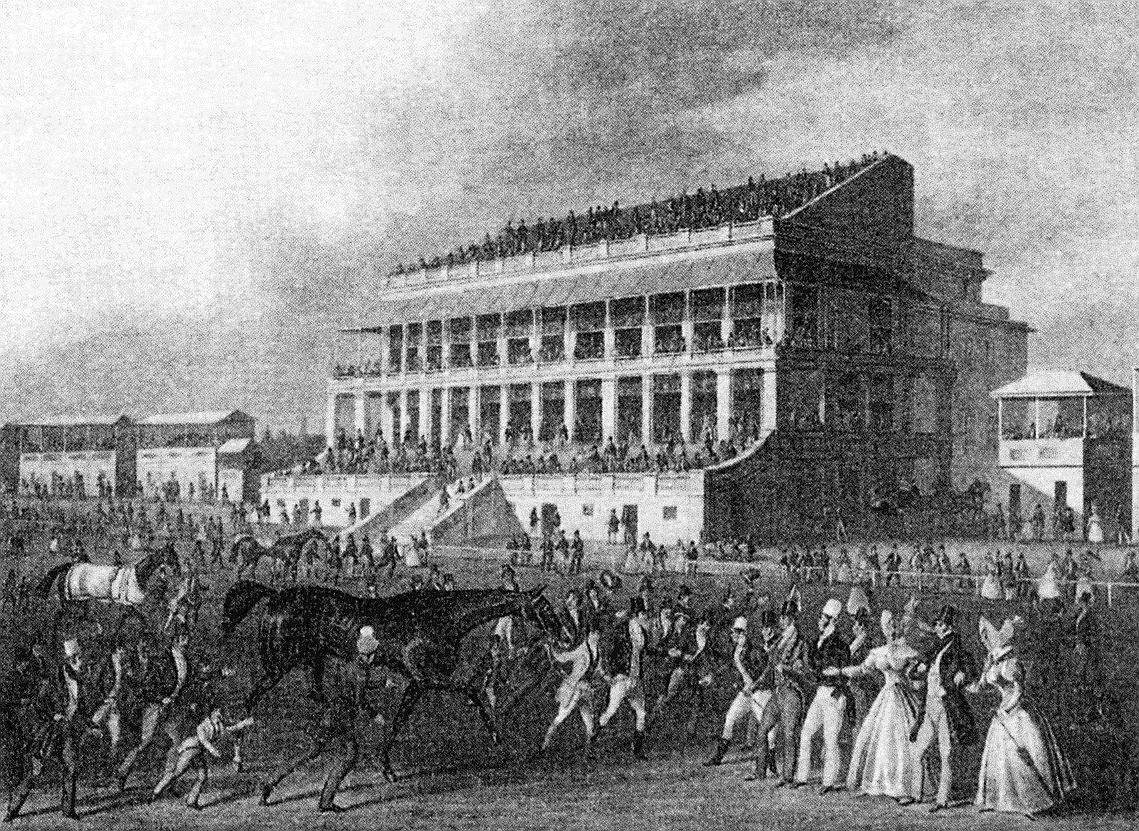
Epsom Grandstand Tribünengebäude, Zeichnung aus den 1830er Jahren
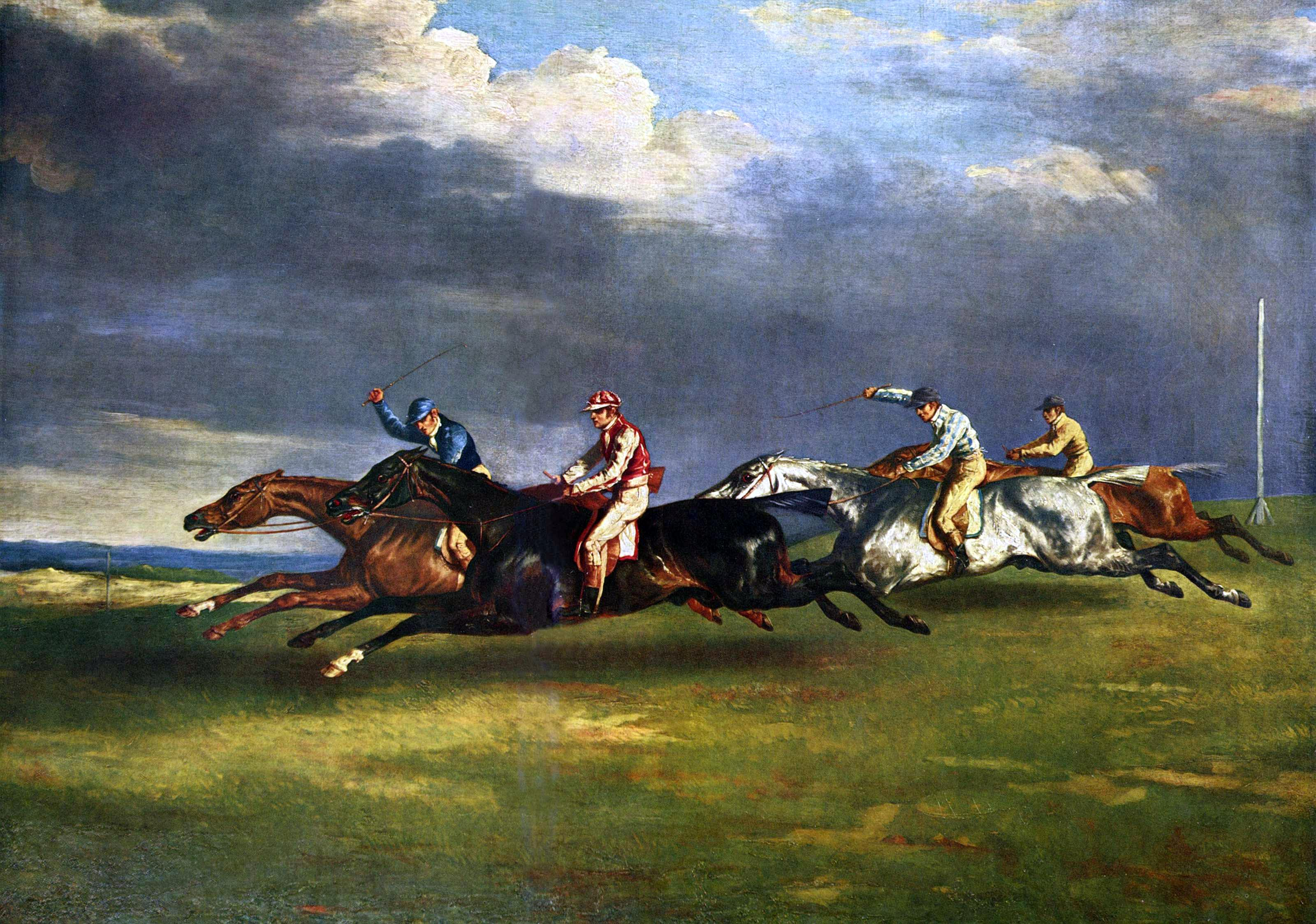
Le derby d’Epsom von Théodore Géricault, 1821
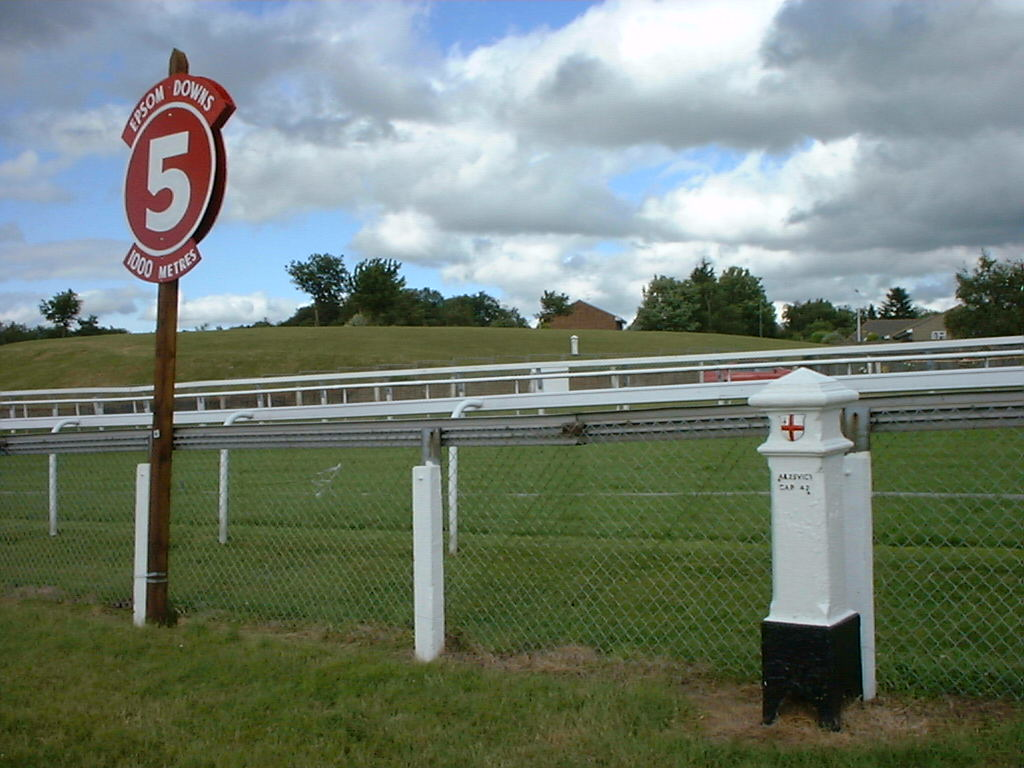
5 Furlong-Pfosten der Rennstrecke